# Peucedanum zeylanicum
Peucedanum zeylanicum är en flockblommig växtart som beskrevs av George Henry Kendrick Thwaites. Peucedanum zeylanicum ingår i släktet siljor, och familjen flockblommiga växter. Inga underarter finns listade i Catalogue of Life.